# Düsterohl
Düsterohl ist ein Stadtteil  von Wipperfürth im Oberbergischen Kreis im südlichen Nordrhein-Westfalen (Deutschland) innerhalb des Regierungsbezirks Köln.

## Lage und Beschreibung
Düsterohl liegt am östlichsten Stadtrand von Wipperfürth entlang der Ostlandstraße von Wipperfürth nach Lendringhausen. Der Stadtteil liegt auf dem etwa 310 m hohen Mühlenberg, weshalb der Düsterohl im Volksmund auch „Mühlenberg“ genannt wird. 
Das größte Gebiet des Düsterohls ist von Ein- und Mehrfamilienhäusern bebaut, während im östlichsten Teil Waldgebiete und Grünlandflächen vorherrschen.

## Freizeit und Sport
Der Mühlenberg ist nicht nur lokal, sondern auch überregional ein bekanntes Sport- und Freizeitzentrum.

### Sportanlagen
Der Mühlenberg bildet das Sportzentrum von Wipperfürth. Es umfasst das Bernhard-Wald-Stadion (ehemals Mühlenbergstadion) mit Rasenplatz, Flutlicht, Laufbahnen und einigen weiteren Anlagen; das Walter-Leo-Schmitz-Hallenbad, eine Mehrzweck-Sporthalle in der Konrad-Adenauer-Hauptschule sowie einem Aschenplatz hinter dem Bürgerzentrum.

### Wander- und Radwege
In den Waldgebieten östlich des Düsterohls existieren zahlreiche Wanderwege, die durch die typisch oberbergische Landschaft führen. Zudem gibt es im Wippertal nordöstlich des Mühlenbergs einen Radweg von Wipperfürth nach Marienheide, der auf der Trasse der ehemaligen Wippertalbahn entstanden ist.

### Vereine
- Bürgerverein Düsterohl e. V.

## Einrichtungen
- Kath. Grundschule St. Nikolaus, Hindenburgstraße
- Konrad-Adenauer-Hauptschule Wipperfürth, Am Mühlenberg
- Hermann-Voss-Realschule Wipperfürth, Am Mühlenberg
- Anne-Frank-Schule, Ostlandstraße

## Busverbindungen
Es besteht ein Bürgerbusverkehr zum Busbahnhof, der vom ehrenamtlichen Bürgerbusverein Wipperfürth ermöglicht wird. Er fährt jeweils montags bis samstags vormittags und dienstags sowie donnerstags nachmittags die folgenden Haltestellen auf dem Düsterohl an:
- Hauptschule
- Walter-Leo-Schmitz-Bad
- Kolpingstraße
- Hindenburgstraße